# Фудзівара но Тадамічі
Фудзівара но Тадамічі (*(藤原 忠通, 15 березня 1097  —13 березня 1164) — регент (сеш-шьо) Японії у 1123–1129 і 1142–1151 роках.

## Життєпис
Походив з аристократичного роду Фудзівара. Другий син Фудзівара но Тададзане, сешшьо і кампаку, та Мінамото Дзіши. Народився у 1097 році. Вже у 1107 році отримав 5 ранг і стає членом Ради прислуги (департамента Управління Імператорського двору). 1108 року призначається стає коноефу (начальником лівої гвардії) та отримує молодший четвертий ранг, а 1109 року — старший четвертий ранг.
У 1110 року Тадамічі надано нижчій третій ранг. Наприкінці року отримує старший третій ранг. У 1111 році призначено середнім державним радником з нижчим другим рангом. У 1112 році йому надано старший другий ранг.
У 1115 році стає старшим державним радникам. Незабаром отримує посаду Центрального міністра. У 1119 році призначено на посаду секретаря Правого міністра (на кшталт заступника міністра закордонних справ).
У 1121 році призначено кампаку (після відмови батька від цієї посади) з наданням нижчого першого рангу. У 1123 році стає Лівим міністром. Того ж року стає регентом при імператорові Сутоку. У 1129 році пійшов з цієї посади, але став кампаку. Після смерті впливового екс-імператора Сіракави разом з батьком доклав значних зусиль задля відновлення ваги роду Фудзівара в державі. Втім невдовзі стикнувся з амбіціями екс-імператора Тоби, який продовжив політику свого діда Сіракави. Зумів перетягнути на свій бік імператора Сутоку, але того змусив зректися трону батько Тоба.
У 1141 році знову стає регентом, залишався на цій посаді за імператора Коное до 1151 року. Також до 1150 року був великим державним міністром. Після цього за Коное й наступного імператора Ґо-Сіракава перебував на посаді кампаку.
У 1156 року, скориставшись смертю впливового екс-імператора Тоби, проти влади імператора Ґо-Сіракави повстав Фудзівара но Йорінаґа, який планував відновити на троні колишнього імператора Сутоку замість Ґо-Сіракава. Тим самим відновити фактичну владу роду Фудзівара в державі. Але побоюючись за свої посади та маючи намір залишитися на чолі свого клану, Фудзівара но Тадамічі підтримав екс-імператора Тобу. Ця війна отримала назву смута Хоґен. Тадамічі завдав поразки Йорінаґа, який загинув у битві. У 1158 році Фудзівара но Тадамічі пішов з усіх посад, передавши посаду кампаку другому синові Коное Мотодзане.
У 1162 році прийняв постриг буддистського ченця. Помер Тадамічі 1164 року

## Творчість
Уславився як автор японських віршів (вака), більшість з яких увійшло до антології «Огура Хякунін Іссю» Фудзівара но Тейка. Уславився більше як значний каліграф свого часу. Був творцем стилю Хоссьодзі, що характеризується чергуванням сильних і слабких знаків в тексті, що створює особливий ритм, а так само манерою письма, при якій при написанні сильних знаків пензель з великою кількістю туші немов ляпасом припечатує до паперу і при написанні широко використовується не кінчик пензля, а бічний бік. Стиль негайно знайшов велику кількість послідовників і дав початок новим стилям, творцями яких так само були представники клану Фудзівара — Кокьокьоку, Гудзеїн.

## Родина
Укладав шлюби з представницями родів Фудзівара, Мінамото і Каґа.
Діти:
- Фудзівара но Кійоко (1122—1182), дружина імператора Сутоку
- син
- Коное Мотодзане (1143—1166), кампаку у 1158—1165, регент у 1165—1166 роках
- Фудзівара но Мотофуса (1144—1230), регент у 1166—1173 роках
- Фудзівара но Ікуші (1146—1173), дружина імператора Нідзьо
- Фудзівара но Канедзане (1149—1207), регент у 1186—1189 роках
- Фудзівара но Йошіхіро (1155—1225), поет
- Фудзівара но Канефуса (1153—1217), великий державний міністр